# Tomb Raider (Film)
Tomb Raider (englisch für ‚Grabräuber‘) ist ein Abenteuerfilm von Roar Uthaug aus dem Jahr 2018, der auf dem Computerspiel Tomb Raider (2013), einem Reboot der erfolgreichen Tomb-Raider-Spielreihe, basiert. Es ist bereits die dritte Verfilmung der Reihe, wobei der Film seinerseits einen Reboot und keine Fortsetzung der beiden ersten Filme darstellt. Das Drehbuch stammt von Geneva Robertson-Dworet und Alastair Siddons, Graham King produzierte den Film.
In der Hauptrolle ist Alicia Vikander als Lara Croft zu sehen, Tochter von Richard Croft (Dominic West), einem erfolgreichen Unternehmer, der bereits seit sieben Jahren vermisst wird. Lara begibt sich auf eine gefährliche Reise, um herauszufinden, was mit ihrem Vater geschehen ist.
Im französischsprachigen Teil der Schweiz war Kinostart am 14. März, während der Film in der restlichen Schweiz, Österreich und Deutschland am 15. März 2018 in den Kinos anlief. Einen Tag später startete der Film auch offiziell in den Vereinigten Staaten.
In den beiden zuvor produzierten Verfilmungen der Videospielreihe, Lara Croft: Tomb Raider (2001) und Lara Croft: Tomb Raider – Die Wiege des Lebens (2003), wurde Lara Croft von Angelina Jolie verkörpert.

## Handlung
Die junge Lara Croft arbeitet als Fahrradkurierin in London. Sie lebt ein eigenständiges Leben und weigert sich, den Konzern ihres seit sieben Jahren vermissten Vaters Richard Croft, die Croft Holding, zu übernehmen. Lara will nicht wahrhaben, dass er tot sein soll. Nachdem sie nach einem Fahrradrennen und einem Unfall mit einem Streifenwagen verhaftet wird, drängt Richard Crofts Geschäftspartnerin Ana Miller sie erneut dazu, die Papiere zu unterzeichnen und in die Fußstapfen ihres Vaters zu treten, da sein Erbe sonst verfallen würde. Lara lenkt widerwillig ein und erhält so Zugang zu Richards persönlichen Erbstücken, darunter einem Schlüssel, der ihr Zugang zu seinem persönlichen Zimmer gibt, bleibt jedoch noch weiterhin ihre Unterschrift unter die Erbschaftspapiere schuldig.
In dem geheimen Zimmer erfährt Lara durch eine zuvor von ihrem Vater aufgezeichnete Videobotschaft, dass dieser sich neben dem Geschäftsleben intensiv mit den Mythen der japanischen Königin Himiko, Herrscherin über das Reich Yamatai, beschäftigt hatte, bevor er verschwand. Sie erfährt, dass Himiko der Legende nach die Fähigkeit besaß, allein durch ihre Berührungen über Leben und Tod zu bestimmen, weshalb sie in ein geheimes Grab eingesperrt worden sein soll. Lara findet außerdem heraus, wo ihr Vater vermutlich zuletzt nach diesem Grab gesucht hatte, und begibt sich trotz der ausdrücklichen Anweisung ihres Vaters, alle Aufzeichnungen über Himiko zu zerstören, auf die Suche nach ihm. Um zu Geld zu kommen, verpfändet sie das wertvolle Amulett, das ihr Vater als Abschiedsgeschenk hinterließ.
Lara reist nach Hongkong, wo sie auf Lu Ren trifft, den Kapitän eines kleinen Schiffs und Sohn des Mannes, der Laras Vater einst auf die Insel brachte, die früher wohl Yamatai war. Gemeinsam begeben sie sich ebenfalls dorthin, erleiden aber durch ein heftiges Unwetter Schiffbruch. Lara schafft es dennoch an Land, wo sie von einem Schwerbewaffneten bewusstlos geschlagen wird. Als sie zu sich kommt, erzählt ihr Mathias Vogel, der Anführer einer Expedition, die seit sieben Jahren auf der Insel ist und das Grabmal Himikos sucht, dass er ihren Vater vor Jahren getötet habe. Die Expedition erfolgt im Auftrag einer Geheimorganisation namens Trinity, die die mystischen Kräfte Himikos entfesseln und für ihre Zwecke nutzen will. Die Expedition nutzt Equipment einer Firma namens Patna. Mathias Vogel lässt die Arbeiter der Expedition – nun auch Lara und Lu Ren, der nach dem Schiffbruch ebenfalls an Land gelangt ist und von der Expedition gefangen genommen wurde – als Gefangene schuften und von Bewaffneten bewachen. Lara gelingt mit Hilfe von Lu Ren die Flucht, die sie nur knapp überlebt.
Nachdem Lara in der Folge beinahe entdeckt wird, ist sie gezwungen, einen Söldner von Trinity zu töten. Sie entdeckt einen seltsamen Mann, der sie anscheinend beobachtet. Nachdem sie diesem in eine Höhle am Rande der Insel gefolgt ist, muss sie feststellen, dass es sich bei dem Mann um ihren totgeglaubten Vater Richard handelt. Dieser versorgt ihre Wunden und berichtet ihr, dass er den wahren Ort von Himikos Grab schon vor Jahren herausfand und sich auf der Insel versteckt hält, damit seine Erkenntnisse nicht in die Hände von Vogel gelangen. Seinen Protesten zum Trotz begibt sich Lara auf den Weg zurück ins Lager, um das dort vorhandene Funktelefon an sich zu nehmen und die von ihr mitgebrachten Aufzeichnungen ihres Vaters zurückzustehlen, durch die es Vogel bereits gelungen ist, den Standort des Grabes zu finden.
Vogel gelingt es jedoch nicht, den Eingang des Grabes zu öffnen. Lu Ren und die meisten der von Trinity zur Ausgrabung gezwungenen Männer beginnen in der Folge einen Aufstand, um Lara Zeit zu geben, Richards Aufzeichnungen zu entwenden. Inmitten des Chaos hat allerdings auch Richard den Eingang des Grabes erreicht, wo er von Vogel gefangen genommen wird. Aus Angst um ihren Vater öffnet Lara das Grab, und gemeinsam steigen sie in dieses hinab. Sie überleben nicht zuletzt dank Laras Geschick und Intelligenz zahlreiche Fallen und Rätsel, wobei einige von Vogels Männern umkommen, und erreichen schließlich den Sarkophag von Himiko.
Als zwei Söldner versuchen, den Leichnam zu entnehmen, werden sie von Himiko infiziert und von Vogel erschossen. Lara erkennt, dass Himiko keine mystischen Kräfte besaß, sondern eine tödliche Krankheit, die schon kurze Zeit nach körperlichem Kontakt den Zerfall menschlicher Zellen einleitet, gegen die sie selbst jedoch immun war. Entgegen der Legenden wurde sie also nicht in dieses Grab verbannt, sondern hatte sich offenbar selbst geopfert und freiwillig zum Schutze ihres Volkes hier begraben lassen. Vogel beschließt, einen Finger Himikos aus dem Grab zu entwenden, um die tödlichen Krankheitserreger seinem Auftraggeber Trinity zu bringen (und so endlich die Insel verlassen zu dürfen). Lara und ihrem Vater gelingt es in der Folge, die restlichen Söldner zu töten, allerdings kann Vogel zunächst entkommen, während Laras Vater von einem erkrankten Söldner ebenfalls infiziert wird und die Ausbreitung der Krankheit durch Abbinden seines Armes nur etwas verlangsamen, aber nicht aufhalten kann. Er verabschiedet sich von Lara und bleibt zurück, um das Grab durch die Detonation zahlreicher Sprengladungen ein für alle mal zu versiegeln. Im anschließenden Kampf gelingt es Lara, Vogel zu überwältigen, indem sie dafür sorgt, dass dieser den abgetrennten Finger Himikos schluckt. Als seine Zellen beginnen zu zerfallen, tritt sie ihn in den Abgrund der Seelen hinunter. Jedoch stürzt durch die von Laras Vater ausgelöste Explosion das gesamte Grab ein. Lara gelingt es, mit knapper Not zu entkommen und das Grab zu verlassen. Gemeinsam mit Lu Ren und den überlebenden Arbeitern der Expedition kapern sie den georderten Helikopter von Trinity und können von der Insel fliehen.
Zurück in London unterschreibt Lara die Erbschaftsunterlagen und überträgt die Geschäftsführung an Ana Miller. Erst danach bemerkt Lara zufällig, dass Patna – das Unternehmen hinter Trinity – im Besitz der Croft Holding ist. Bei weiteren Nachforschungen erkennt sie, dass Ana Miller die Drahtzieherin der Expedition war und der Hauptkampf erst bevorsteht. Beim Pfandleiher holt Lara ihr Amulett zurück – und kauft dazu zwei HK-USP-Stainless-Pistolen.

## Produktion

### Projektentwicklung und Vorproduktion
GK Films hatte die Filmrechte bereits 2011 erworben, allerdings erwies sich insbesondere die Nachfolge von Angelina Jolie in der Rolle der Lara Croft als schwierig. Problematisch war auch die Stoffentwicklung: Zu Beginn der Produktion gab es Berichte, wonach Marti Noxon (Buffy – Im Bann der Dämonen) das Drehbuch schreiben würde, auch die Iron-Man-Autoren Mark Fergus und Hawk Ostby waren im Gespräch. Noxon schrieb jedoch im September 2014, ihre Mitarbeit sei aufgrund anderer Projekte beendet. Im Februar 2015 wurde bekannt, dass Evan Daugherty (Die Bestimmung – Divergent) für die Entwicklung des Skripts engagiert worden sei, bis schlussendlich Geneva Robertson-Dworet (Captain Marvel) die Aufgabe zusammen mit Alastair Siddons erhielt.
Am 17. November 2015 kam der norwegische Regisseur Roar Uthaug an Bord, nachdem mit Kathryn Bigelow, Catherine Hardwicke und Mimi Leder insbesondere auch Frauen als Regisseurinnen gehandelt worden waren. Uthaug setzt damit seinen ersten Major-Blockbuster um, nachdem er bereits mit Cold Prey – Eiskalter Tod (2006) und The Wave – Die Todeswelle (2015) auf sich aufmerksam gemacht hatte. Im April 2016 wurde schließlich Oscarpreisträgerin Alicia Vikander als neue Lara Croft bekanntgegeben. Zuvor war berichtet worden, dass Daisy Ridley in Gesprächen für die Rolle gewesen sei, die dies später allerdings als „verrücktes Gerücht“ („crazy rumor“) zurückgewiesen hatte. Walton Goggins wurde im Dezember 2016 als Bösewicht angekündigt. Der überwiegende Teil der Besetzung wurde Anfang 2017 bekanntgegeben.

### Dreharbeiten

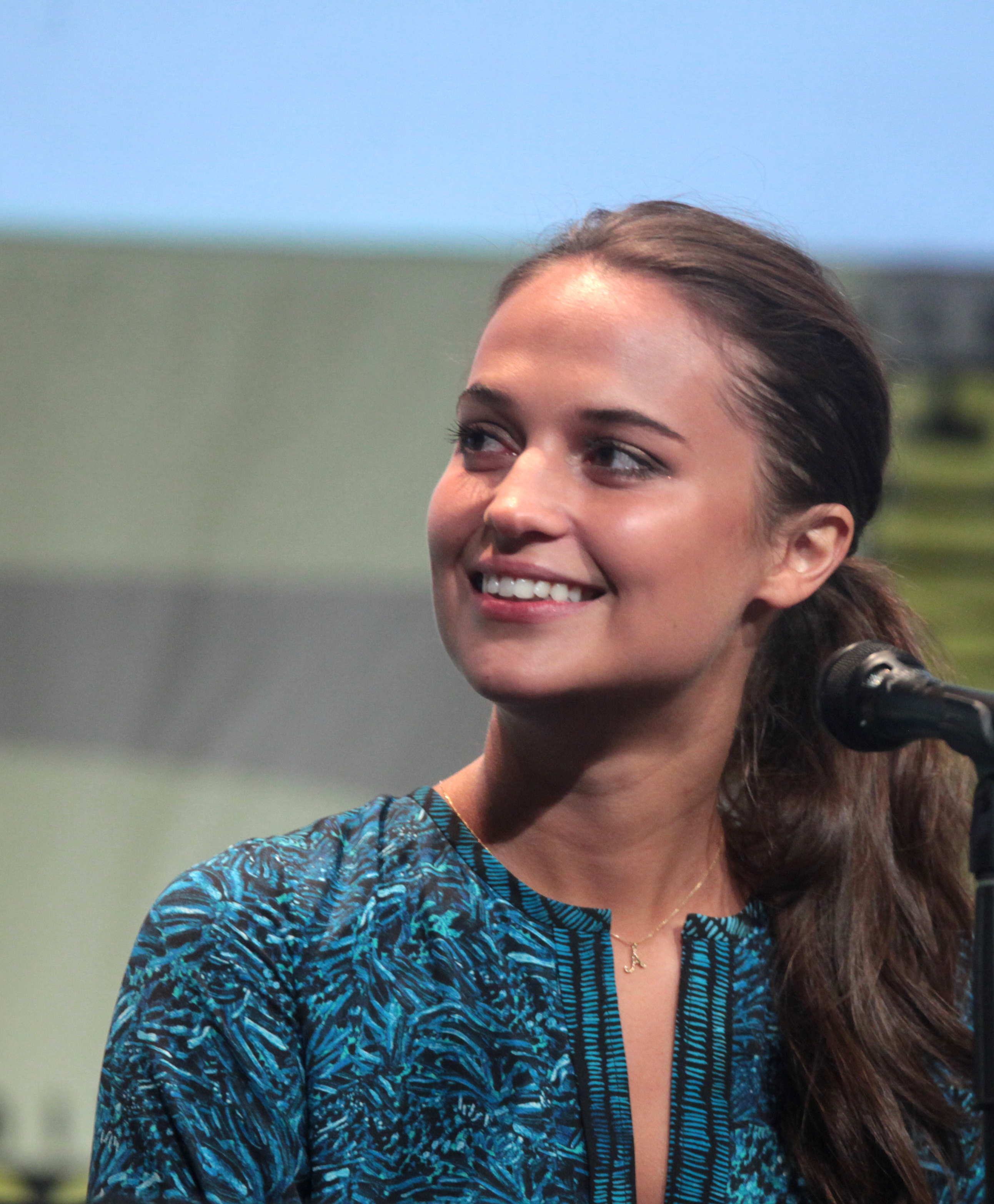
Alicia Vikander, Darstellerin von Lara Croft, hier bei der San Diego Comic-Con 2015.

Die Dreharbeiten begannen am 23. Januar 2017 in Kapstadt und endeten am 9. Juni 2017 in den Warner Bros. Studios, Leavesden. Die südafrikanische Stadt diente als Kulisse für Hongkong. Produziert wurde der Film von Graham King mit seiner Produktionsfirma GK Films in Zusammenarbeit mit MGM und Warner Bros. Weitere Drehorte waren London und Wilton House in Salisbury.

### Postproduktion
Die Postproduktion des Films begann am 19. Juni 2017. Anfang Februar 2018 gab Regisseur Roar Uthaug bekannt, dass die Arbeiten an Tomb Raider nahezu abgeschlossen seien.

### Filmmusik
Die Filmmusik wurde vom niederländischen Musikproduzenten Tom Holkenborg, besser bekannt unter seinem Künstlernamen Junkie XL, komponiert. Die Aufnahmen fanden im Januar 2018 in London statt. Neben den von ihm komponierten Stücken werden vor allem zu Beginn des Films zahlreiche weitere Lieder gespielt, darunter On Fire von der britischen Rapperin Cianna Blaze, Doing Me von Ray BLK und ein eigens für den Film von K. Flay komponiertes Lied namens Run For Your Life, das im Abspann zu hören ist.
Außerdem ist im Trailer des Films das Lied Survivor von 2WEI zu hören.

### Veröffentlichung
Am 2. März 2018 fand eine Preview-Vorführung für geladene Gäste und Fans in der Astor Film Lounge in Berlin mit Alicia Vikander statt. Der Film lief am 15. März 2018 in den deutschsprachigen Kinos an, in den US-amerikanischen Kinos am 16. März 2018. Den Produktionskosten von etwa 95 Millionen US-Dollar stehen Einnahmen an den weltweiten Kinokassen von 263 Millionen US-Dollar gegenüber, davon rund 55,7 Millionen US-Dollar allein in den Vereinigten Staaten und Kanada. In Deutschland wurde der Film von etwa 545.000 Zuschauern im Kino gesehen und spielte knapp 6 Millionen US-Dollar ein.

### Unterschiede zum Spiel
- Wie auch in den Spielen ist der Orden Trinity ein zentrales Thema, nur handelt es sich im Film eher um eine Organisation, die Himikos Macht für sich nutzen will.
- Der Charakter Matthias Vogel, welcher im Film mit Trinity kooperiert, unterscheidet sich komplett vom Charakter Vater Matthias aus dem ersten Reboot. Die Solarii kommen in der Filmhandlung nicht vor, ebenso kommt der Charakter Lu Ren nicht im Spiel vor.
- Die Szene, in der Lara den Fluss hinab gespült wird und aus einem zerstörten Flugzeug mit einem Fallschirm entkommt, ist im Spiel als Quick-Time-Event vorhanden.

## Synchronisation
Die deutsche Synchronisation übernahm die Film- & Fernseh-Synchron GmbH in München. Dialogbuch und -regie stammen von Ursula von Langen.
| Figur                               | Darsteller                                   | Deutscher Sprecher                                        |
| ----------------------------------- | -------------------------------------------- | --------------------------------------------------------- |
| Lara Croft als Kind als Jugendliche | Alicia Vikander Maisy De Freitas Emily Carey | Yvonne Greitzke Helena Weckmann-Pokorny Paulina Rümmelein |
| Lord Richard Croft                  | Dominic West                                 | Matthias Klie                                             |
| Mathias Vogel                       | Walton Goggins                               | Frank Schaff                                              |
| Lu Ren                              | Daniel Wu                                    | Alexander Brem                                            |
| Ana Miller                          | Kristin Scott Thomas                         | Traudel Haas                                              |
| Mr. Yaffe                           | Derek Jacobi                                 | Erich Ludwig                                              |
| Alan                                | Nick Frost                                   | Olaf Reichmann                                            |
| Sophie                              | Hannah John-Kamen                            | Jacqueline Belle                                          |

## Kritiken
Tomb Raider erhielt verhaltenes Presseecho, was sich auch in den Auswertungen US-amerikanischer Aggregatoren widerspiegelt. So erfasst Rotten Tomatoes ähnlich viele wohlwollende wie kritische Besprechungen und ordnet den Film dementsprechend als „Gammelig“ ein. Laut Metacritic fallen die Bewertungen im Mittel „Durchwachsen oder Durchschnittlich“ aus. Auch das Publikum war nicht restlos überzeugt. So vergaben US-Kinobesucher einen mittelmäßigen CinemaScore von B entsprechend der deutschen Schulnote 2.
Vielfach gelobt wurde Alicia Vikanders Darstellung von Lara Croft. Aus Sicht von Daniel Pook von Golem.de etwa spielt Vikander die Rolle sehr überzeugend, wohingegen der Film insgesamt ihn nicht gänzlich gewinnen konnte. So sei „die neue Leinwand-Lara nämlich eigentlich die richtige Actionheldin zur richtigen Zeit – nur leider in einem nicht ganz so tollen restlichen Film.“ Der Film wurde einerseits dafür gelobt, dass er sich „sehr nahe am Stil des Spielevorbilds orientiert hat und diesen weitgehend gut einfängt“, andererseits aus demselben Grund für mangelnde Originalität kritisiert.
Der 4Players-Redakteur Michael Krosta bezeichnete Tomb Raider als „die beste Verfilmung der Reihe“. Dieser Meinung war Scott Mendelson ebenfalls, er nannte den Film in Forbes „um Welten besser“ als Simon Wests Lara Croft: Tomb Raider, allerdings erlaube der Film es Vikander bis kurz vor Ende des Films nicht, wirklich Lara Croft zu sein. Für Owen Gleiberman aus der Variety dagegen sei Vikanders Lara Croft die „vielleicht geerdetste und glaubwürdigste Kino-Videospielprotagonistin“, die er je gesehen hat.
Tim Slagman bewertet Uthaugs Tomb Raider auf Spiegel Online als „solides Actionabenteuer – mit faszinierenden Szenen, sicher, aber auch mit Phasen gähnender Langeweile.“ Im Gegensatz zu vielen früheren Interpretationen Lara Crofts sei Vikanders Lara keine „Hochglanz-Männerfantasie“, sondern eine „ganz normale Frau, die von der Fahrradkurierin zur Superheldin wird.“ Auch Jan Kedves lobt Vikanders Darbietung in der Süddeutschen Zeitung als „hart, draufgängerisch [und] realistisch.“ Trotz der vielseits gelobten realistischeren Darstellung der Hauptfigur fehle es dem Film an starken weiblichen Figuren, bemängelte Hauptdarstellerin Alicia Vikander in einem Interview mit der BBC später selbst. Neben Lara sind nur zwei weitere weibliche Figuren im Film zu sehen, die, nach kurzen Gesprächen mit der Hauptfigur zu Beginn des Films, im weiteren Verlauf nicht mehr zu sehen sind.

## Fortsetzung
Im April 2019 wurde durch MGM und Warner Bros. die Vorproduktion einer Fortsetzung bestätigt. Das Drehbuch sollte von Amy Jump verfasst werden, während Vikander erneut die Hauptrolle übernehmen soll. Anfang September 2019 wurde zunächst verkündet, dass diesmal Jumps Ehemann Ben Wheatley die Regie übernehmen würde. Die Dreharbeiten sollten im Zuge dessen Anfang 2020 beginnen. In den USA war ein Kinostart für den 19. März 2021 geplant, ehe dieser im Zuge der COVID-19-Pandemie abgesagt wurde. Im Januar 2021 wurde mit Misha Green eine neue Regisseurin und Drehbuchautorin verpflichtet. Jedoch wurde bis Mai 2022 kein Nachfolgefilm fertiggestellt, wozu sich MGM bei der Übernahme der Filmrechte am Franchise vertraglich verpflichtet hatte; im Juli 2022 wurden sie MGM daher entzogen, woraufhin die Pläne für eine Fortsetzung mit Vikander obsolet waren. Die Rechte am Franchise werden neu versteigert; ein weiterer Film wird im Erfolgsfall ein neuerlicher Reboot des Franchise mit neuer Hauptdarstellerin sein.